# Niherne
Niherne település Franciaországban, Indre megyében. Lakosainak száma 1457 fő (2022. január 1.). Niherne Luant, Neuillay-les-Bois, Villedieu-sur-Indre és Saint-Maur községekkel határos.

## Népesség
A település népességének változása:
| Lakosok száma | 1091 | 1319 | 1504 | 1558 | 1545 | 1604 | 1586 | 1583 | 1529 | 1457 |
|               | 1968 | 1982 | 1990 | 2006 | 2013 | 2015 | 2017 | 2019 | 2020 | 2022 |